# Bogheim
Bogheim is een plaats in de Duitse gemeente Kreuzau, deelstaat Noordrijn-Westfalen, en telt 250 inwoners (2018).
Het ietwat afgelegen dorpje leed in de Tweede Wereldoorlog grote schade op, maar werd daarna herbouwd.

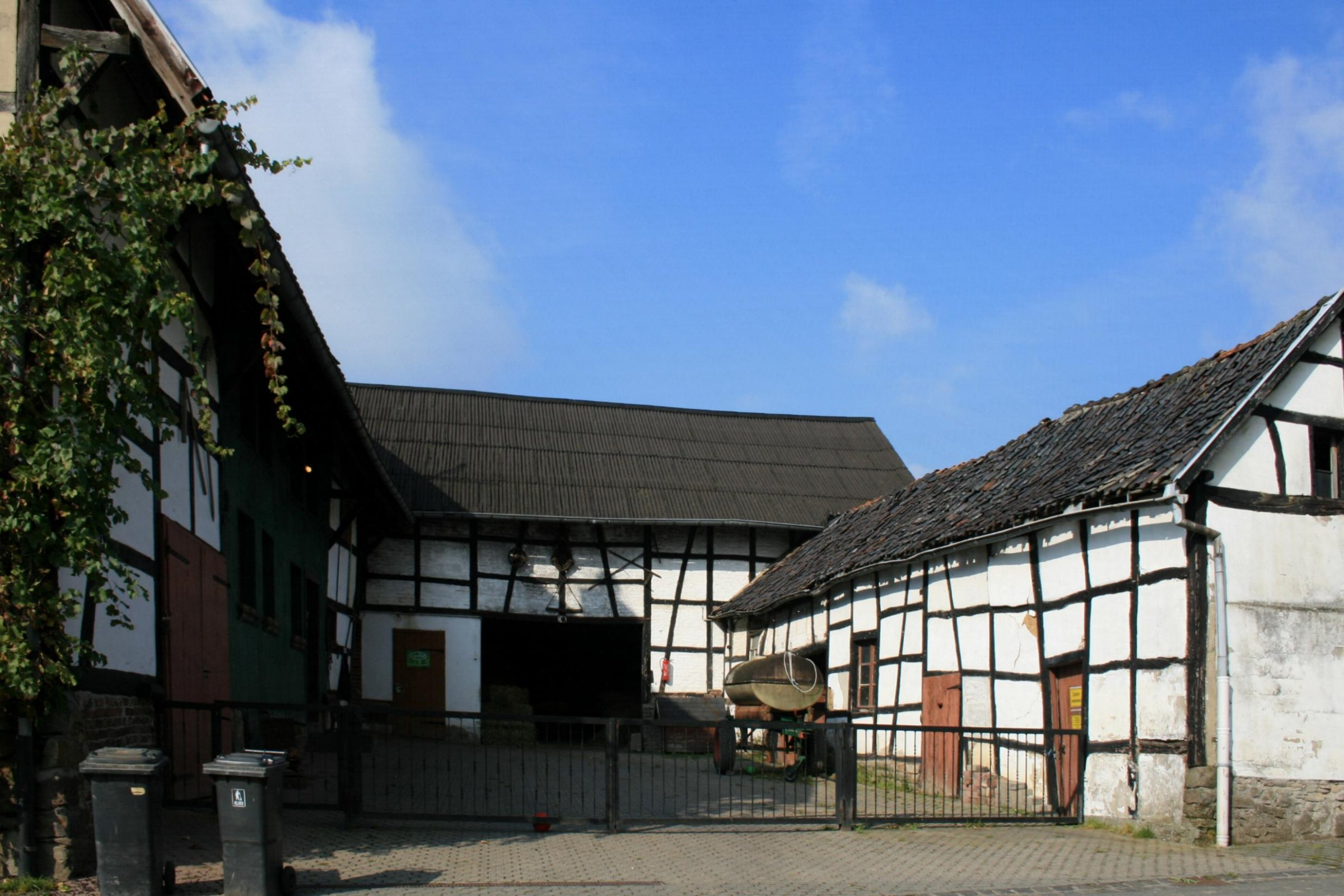
Monumentale vakwerkboerderij te Bogheim